# David Dobie
David Theodore Dobie (Tynemouth (Engeland), 21 oktober 1912 – Nairobi (Kenia), 12 december 1971) was een Brits militair tijdens de Tweede Wereldoorlog. Hij had een leidinggevende rol tijdens de Slag om Arnhem en was de architect van Operatie Pegasus I, waardoor meer dan honderd militairen die na de slag in bezet gebied waren achtergebleven over de Rijn werden gezet en veilig achter de geallieerde linies arriveerden.

## Levensloop
Dobie nam in 1936 dienst in het Britse leger. Op het moment dat de Tweede Wereldoorlog uitbrak was hij luitenant bij de 50e infanteriedivisie. In januari 1940 werd de divisie naar Frankrijk gestuurd. In juni 1940 werd het Britse leger, waaronder Dobie, via Duinkerke geëvacueerd.

### Operatie Torch
In het jaar daarna maakte Dobie promotie en werd majoor. Hij meldde zich aan als vrijwilliger bij de nieuw te vormen Airborne-divisie. In september werd hij aangesteld aan het hoofd van de B-compagnie van het 3e bataljon. In die hoedanigheid werd hij naar Tunesië gestuurd, waar hij mee vocht in Operatie Torch. Daarvoor ontving hij in april 1943 de onderscheiding D.S.O.. Dobie keerde ziek naar Engeland terug.

### Slag om Arnhem
Na zijn herstel werd hij ondergebracht bij de 6e Luchtlandingsdivisie. Begin 1944 keerde hij terug naar de 1e Luchtlandingsdivisie waar hij in de rang van luitenant-kolonel leiding gaf aan het 1e bataljon van de 1e brigade. Het 1e bataljon werd ingezet tijdens de Slag op Arnhem. Na de landing op de Ginkelse Heide bij Ede op 17 september 1944 had het de opdracht om op te rukken via de weg Ede-Arnhem en het hooggelegen, noordelijke deel van Arnhem te bezetten, om zo het 2e en 3e bataljon dat de Arnhemse Rijnbrug als doel hadden, te beschermen. Het 2e bataljon dat onder leiding stond van John Frost slaagde er als enige in de Rijnbrug te bereiken. De Duitse tegenstand was veel zwaarder dan verwacht, waardoor hij van de rest van de divisie was afgesneden.
Op weg naar Arnhem stuitte Dobies bataljon op heftig verzet ter hoogte van de Amsterdamseweg bij Wolfheze. Dobie leidde zijn mannen van de weg af en probeerde via een omtrekkende beweging richting de brug te leiden. Heel veel vorderingen maakte de Britten echter niet.
Het 1e bataljon leed op 19 september zware verliezen tijdens gevechten in Arnhem, waarbij ze op weg naar de Rijnbrug bleven steken ter hoogte van het Elisabeths Gasthuis. Dobie raakte gewond en werd gevangen genomen door de Duitsers, maar slaagde er later in te ontsnappen. Hij werd namelijk naar het Sint Elisabethgasthuis gebracht. Dobie nam de benen toen een Duitser zijn horloge in beslag nam en aan verpleegster liet zien. Hij vond onderdak bij een Nederlandse dokter die vlak bij het Sint Elisabethgasthuis woonde. Na twee weken werd hij de stad uit gesmokkeld. Vervolgens ondernam hij zelfstandig een poging de Rijn over te komen, maar die mislukte wegens de sterke Duitse aanwezigheid nabij de rivieroever. Hij werd vervolgens opgepikt door Elisabeth Spies terwijl hij op de Ginkelse Heide rondzwierf. Zij bracht hem naar Ede, waar hij op 16 oktober in contact kwam met Menno de Nooij, een van de leiders van het Edese verzet.

### Operatie Pegasus I
Via De Nooij kwam Dobie weer in contact met zijn directe leidinggevende Gerald Lathbury, die in Ede ondergedoken zat, en Derk Wildeboer, leider van de Binnenlandse Strijdkrachten in de regio Ede. Na de slag waren veel Britse militairen achtergebleven in bezet gebied. Dobie werd ondergebracht bij verzetsman Henk Wildenburg aan de Korenbloemstraat 16 in Ede.
Samen met het Nederlands verzet ontwikkelde Dobie een plan om hun achter de geallieerde linies te krijgen. Dobie zelf ging het vooruit. Via Maurik werd hij door Joop Meier, lid van de knokploeg van Johannes van Zanten, op de fiets naar Tiel gebracht, waar hij onderdak vond bij de familie-Noordzij. In de nacht van 19 oktober werd hij door Frans de Vilder in een bootje de Waal overgezet. Daarbij brak een roeispaan door midden, waarna Dobie een zitbankje door midden brak en die plank als roeispaan gebruikte. Na veilig de geallieerde linies bereikt te hebben overlegde hij in Eindhoven met luitenant-generaal Miles Dempsey, instemde met een reddingsactie. In de nacht van 22 op 23 oktober werden honderdveertig  militairen met succes de Rijn overgezet. Voor zijn rol tijdens Operatie Pegasus I ontving Dobie in maart 1947 de Militaire Willemsorde.

## Na de oorlog
Na de oorlog begon Dobie het bedrijf DT Dobie. Zij werd de dealer voor Mercedes-Benz in Oost-Afrika, later aangevuld met het merk Nissan.

## Persoonlijk
Dobie kreeg met zijn vrouw Rex twee dochters en een zoon. Hij overleed onverwachts aan een hartaanval in Kenia op 12 december 1971.